# Trans-agerande faktor
Trans-agerande faktorer är lösliga ämnen, främst proteiner, som styr transkriptionen av gener genom att binda till cis-regulativa element. Detta kan antingen aktivera genen, genom att rekrytera mediatorkomplexet eller göra kromatinstrukturen mer lucker, eller så kan det inaktivera genen, genom att blockera aktivatorer från att binda in.
- Aktivatorer - binder till mediatorkomplexet eller generella transkriptionsfaktorer och för dessa närmare promotorsekvensen, vilket ökar chansen att genen transkriberas.
- Repressorer - blockerar aktivatorer från att binda in till cis-regulativa element eller hindrar aktivatorerna från att interagera med mediatorkomplexet eller de generella transkriptionsfaktorerna. De kan också binda till och hålla fast preinitieringskomplexet så att transkriptionenen inte kan påbörjas.